# Банановый торт
Банановый торт —  торт, основным ингредиентом которого являются бананы. Его можно приготовить в виде кекса или слоёного торта. Банановые торты готовятся в китайской, индонезийской и вьетнамской кухнях.

## Подготовка
Банановый торт готовится с использованием бананов в качестве основного ингредиента. Для этих тортов также берутся мука, сахар, яйца, сливочное масло или маргарин и сода. Бананы надо размять толкушкой или сделать из них пюре, используя кухонный комбайн или миксер и смешать с тестом. Торт может быть украшен сверху кусочками нарезанных бананов. Чтобы бананы, используемые как украшение, не почернели, после нарезки их надо сбрызнуть водой.
Для приготовления бананового крема желательно брать спелые и мягкие плоды. Банановый торт также может быть приготовлен с использованием пассерированных или переспелых бананов. Крем готовится с использованием желатина. Желатин заливается небольшим количеством холодной воды до его набухания и греется на медленном огне или на водяной бане.
В банановый торт можно добавлять шоколад. Также в торт можно добавлять измельчённые грецкие орехи. Орехами можно украшать торт сверху. В качестве прослойки в банановых тортах можно использовать творог.
Отдельно готовится глазурь, в неё можно добавлять алкогольные напитки.
Сборка слоёного торта проводится на плоском блюде в следующей последовательности: кладётся нижний корж, смазывается творожным кремом, накрывается второй корж. Затем мажется слой бананового пюре, на него кладется последний корж. Смазываются кремом или глазурью бока и верх торта. После этого торт ставится в холодильник, чтобы крем застыл на холоде.
Банановые торты можно запекать или готовить на пару в пароварке. Готовый банановый торт должен иметь влажную консистенцию. Его можно приготовить как слоёный пирог, из теста для торта можно приготовить банановые кексы (маффины, капкейки). Банановый торт употребляется и как вегетарианское блюдо.
- Банановые торты
- Ломтики бананового торта
- Шоколадно-банановый торт с клубничным мороженым
- Банановый торт, украшенный ломтиками бананов

## Виды тортов

### В китайской кухне
В китайской кухне банановые торты гао подаются к чаю, но не подают в качестве десерта.

### Баньтюой
Баньтюой — название вьетнамского бананового торта или пудинга. Торт обычно готовится в пароварке, а пудинг выпекается.

### Куэ-нагасари
Куэ-нагасари —  популярный индонезийский паровой банановый торт готовится из бананов, рисовой муки, кокосового молока и сахара.
- Баньтюой, приготовленный в виде блинов
- Индонезийский банановый торт куэ-нагасари